# Storia dell'Olympique Lyonnais

## Albori
La nascita della squadra di calcio del Lione avvenne dopo un dissidio tra le sezioni rugby e calcio del club polisportivo Lyon Olympique Universitaire, che esisteva già dal 1896 con il nome di Racing Club de Lyon. La sezione calcistica si separò dal resto della polisportiva e scelse un nuovo nome, Olympique Lyonnais. 
Nel 1896, dalla fusione di Racing club de Vaise e Rugby Club de Lyon, nacque il Lyon Olympique, poi tramutatosi in Racing Club. Il club si dotò di una sezione calcistica nel 1899 e nel 1906 si qualificò alla fase finale del campionato francese di calcio USFSA, dove si fermò agli ottavi di finale contro l'Olympique Marsiglia, contro cui, dopo un pareggio nel match iniziale, non fu raggiunto un accordo per la disputa della "bella". Il Lyon Olympique venne oscurato dall'FC Lyon, compagine concittadina che vinse il titolo francese nel 1908 e nel 1909. All'epoca LOU e FC Lyon erano divise da un'accesa rivalità ed erano contrapposte a due altre squadre cittadine, il CS Terreaux e l'AS Lyonnaise. 
Divenuto nel 1910 Lyon Olympique Universitaire, nello stesso anno il club partecipò nuovamente al campionato francese di calcio USFSA. Dopo aver battuto il Besançon per 4-1, fu eliminato ai quarti di finale dallo Stade Helvétique Marsiglia perdendo per 5-0. Fu ancora presente nel campionato francese di calcio USFSA nel 1913, dove fu eliminato agli ottavi di finale perdendo per 5-1 contro il Saint-Raphaël. Il LOU giocava allora allo stadio di Iris, in attesa che fosse ultimata la costruzione dello stadio di Gerland, completato nel 1926.

## Il primo dopoguerra e la nascita dell'Olympique Lyonnais
Nel 1945 sulla panchina del Lyon Olympique arrivò l'allenatore Félix Louot, che diede alla squadra metodi di allenamento rigorosi e un assetto professionistico, aiutando la squadra a vincere il campionato della Francia meridionale del periodo bellico con due punti di vantaggio sul Bordeaux. Nella finale nazionale, contro il Rouen, il Lyon Olympique perse poi per 4-0. I buoni risultati da un lato spinsero la squadra verso la massima serie francese,  dall'altro provocarono dissidi tra i professionisti, desiderosi di proseguire il cammino tracciato, e i dilettanti, ancora numerosi in seno al Lyon Olympique Universitaire. Louot e il suo entourage decisero quindi di fondare un proprio club. 
Il nuovo sodalizio nacque ufficialmente il 3 agosto 1950 con il nome di Olympique Lyonnais, per iniziativa di Albert Trillat e altri soci. Il primo allenatore dell'OL, che si accasò allo stadio di Gerland, impianto appositamente costruito su progetto dell'architetto Tony Garnier, fu Oscar Heisserer. Il 26 agosto 1950 la squadra esordì battendo il Paris Charenton di fronte a 3.000 spettatori. Nel suo primo mezzo secolo di vita il Lione non riuscì mai a vincere il campionato francese e non fu raro vederlo in Division 2. 
Nel 1950-1951 l'OL vinse il campionato di seconda divisione e venne promosso in prima divisione, da cui retrocesse dopo appena una stagione. Seguirono due stagioni di ricostruzione in Division 2, con l'ascesa di talenti come Åke Hjalmarsson ed Erik Kuld Jensen. Nel 1953-1954 fu conseguita nuovamente la promozione in massima serie sotto la guida di Heisserer, che a obiettivo ottenuto lasciò il club dopo quattro anni. Il successore, Julien Darui, allenò il Lione in massima serie per soli sei mesi, prima di lasciare il posto a Lucien Troupel, che chiuse al dodicesimo posto ridando linfa a una squadra che aveva iniziato male la stagione. Tra i migliori elementi in rosa vi erano due veterani, lo svizzero Jacques Fatton ed Antoine Dalla Cieca, e i giovani Jean Djorkaeff, Marcel Le Borgne e Bernard Gardon. Nel 1955-1956 la compagine lionese riuscì a piazzarsi nella prima metà della classifica del campionato e raggiunse le semifinali della Coppa di Francia. Il triennio seguente (1956-1959) vide il Lione terminare il campionato sempre a metà della graduatoria. 
Nel 1959 a Troupel successe Gaby Robert e in squadra approdarono nuovi calciatori: l'argentino Nestor Combin, che in seguito proseguì la carriera nella Serie A italiana, il camerunese Eugène N'Jo Léa e Jules Sbroglia. Malgrado la dispendiosa campagna acquisti, il Lione non riuscì ad andare oltre il sedicesimo posto in Division 1 nel 1959-1960.

## Dai primi allori negli anni '60 e '70 alla crisi degli anni '80

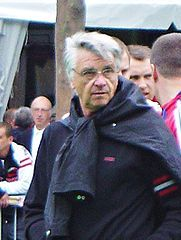
Aimé Jacquet, ex nazionale francese, fu prima calciatore e poi allenatore dell'Olympique Lione dal 1976 al 1980. In seguito fu il commissario tecnico dei bleus campioni del mondo nel 1998

Negli anni '60 l'Olympique Lyonnais, guidato dal duo d'attacco composto dal talentuoso Fleury Di Nallo – noto come "il piccolo principe di Gerland" – e dall'argentino Nestor Combin e dall'allenatore Lucien Jasseron, ottenne il quinto posto in Division 1 nel 1962-1963, stagione culminata nella finale di Coppa di Francia, persa contro il Monaco (0-0 nella prima gara, 0-2 nella ripetizione). Fu nell'annata seguente che la squadra riuscì a vincere la Coppa di Francia, sconfiggendo in finale il Bordeaux per 2-0 in una stagione chiusa al quarto posto in Division 1.
Partito Combin, ceduto alla Juventus, la squadra chiuse al sesto posto il campionato 1964-1965, con eliminazioni precoci in coppa nazionale e in Coppa delle Coppe. Nell'annata seguente l'OL si classificò sedicesimo in campionato, il peggiore piazzamento del club dal 1960-1961. Il flop causò la partenza di Jasseron, che si congedò dopo tre anni con un titolo in bacheca, il primo vinto nella storia della squadra. Insieme al tecnico lasciarono il Lione anche i calciatori Marcel Aubour, Jean Djorkaeff, Stéphane Bruey e Michel Margottin.
Il nuovo allenatore Louis Hon, ex calciatore del Real Madrid, non riuscì a fare meglio del quindicesimo posto finale in campionato nel 1966-1967, anche se nella medesima annata il Lione vinse per la seconda volta la Coppa di Francia, sconfiggendo in finale il Sochaux per 3-1. Di tenore simile fu l'annata seguente per quanto concerne il campionato, con un piazzamento nella seconda metà della classifica, mentre in Coppa delle Coppe furono raggiunti i quarti di finale, con l'eliminazione subita per mano dell'Amburgo. 

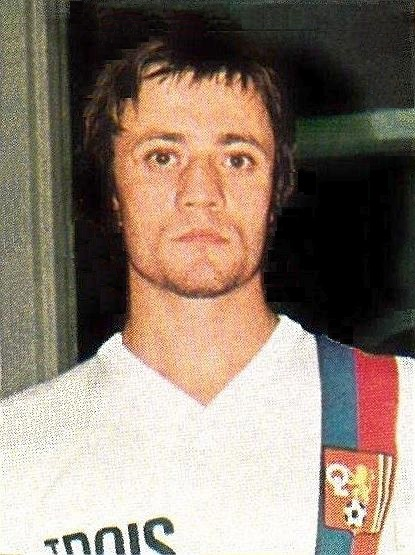
Bernard Lacombe con la maglia del Lione nel 1977

Hon fu dunque rimpiazzato da Aimé Mignot, ex calciatore del Lione, che esordì con il nono posto in campionato e l'eliminazione agli ottavi di finale della Coppa di Francia. A condizionare la stagione fu l'infortunio di Di Nallo, che si ruppe la gamba alla quarta partita dell'annata. Il giocatore tornò in forma per l'annata 1969-1970, ma la squadra si piazzò solo quindicesima.
Agli inizi degli anni '70 approdarono al Lione il difensore serbo Ljubomir Mihajlović, detto "Loubo", e l'attaccante Bernard Lacombe, che ereditò il ruolo di bomber da Di Nallo, il quale per limiti di età lasciò l'OL nel 1974-1975. Il nuovo decennio vide l'affermazione del centrocampista marocchino Serge Chiesa, ben affiatato con Lacombe. Nel 1972-1973 il Lione vinse per la terza volta la Coppa di Francia, battendo in finale il Nantes per 2-1 con gol decisivo segnato da Lacombe. Seguì un buon terzo posto in campionato nel 1973-1974, grazie alle giocate offensive e ai gol di Di Nallo, Lacombe e Chiesa, dopo aver condotto per svariate settimane la classifica; nella stessa annata vi fu l'eliminazione agli ottavi di finale della Coppa delle Coppe contro il PAOK (3-3 allo stadio di Gerland e 4-0 in Grecia). Partiti Fleury Di Nallo, Daniel Ravier e Jean Baeza, anche nella stagione 1974-1975, con molti giovani, il Lione chiuse con il terzo posto in campionato.
Nella stagione 1975-1976 il Lione partì molto bene, ma poi accusò un calo di rendimento che la fece crollare in graduatoria, sino a rimanere invischiata nella lotta per non retrocedere. Nell'inverno del 1976 la panchina fu dunque affidata al trentacinquenne Aimé Jacquet, all'esordio come allenatore dopo una carriera di calciatore spesa tra Saint-Étienne e Olympique Lione, dove era approdato nel 1973. Modernizzatore, egli rivestì per alcuni mesi il ruolo di allenatore-giocatore e innovò la medicina in seno al club, dotandolo di un medico sociale, il dottor Ferret, poi divenuto medico della nazionale francese. Conseguita la salvezza grazie al sedicesimo posto del 1975-1976, la squadra riuscì a raggiungere nella stessa annata la finale di Coppa di Francia, persa per 2-0 contro l'Olympique Marsiglia. Malgrado gli ottimi segnali iniziali, durante la gestione di Jacquet la squadra non riuscì a risollevarsi e continuò a lottare per la salvezza, raggiunta con grandissima difficoltà nella stagione 1979-1980, l'ultima di Jacquet, avvicendato ad annata in corso da Jean-Pierre Destrumelle, che volle Fleury Di Nallo come assistente. Il Lione evitò la caduta in seconda serie solo agli spareggi, avendo la meglio dell'AC Avignone (battuto per 6-0 allo stadio di Gerland e inutilmente vittorioso per 4-2 al ritorno). A pesare in questo periodo furono i seri problemi finanziari dovuti all'obbligo imposto dalla riforma contrattuale per i calciatori voluta dalla federcalcio nazionale. Il Lione si vide, pertanto, costretto a vendere i suoi migliori calciatori (Raymond Domenech allo Strasburgo, Bernard Lacombe al Saint-Étienne) e visse una crisi acuitasi agli albori degli anni '80.
La gestione di Destrumelle ebbe vita breve, dato che durò una sola stagione, ma egli ingaggiò numerosi calciatori di valore, come Jean Tigana, Alain Moizan, Simo Nikolić e Jean-Marc Furlan. Nel 1980-1981 la squadra si piazzò nella prima metà della classifica e lo stadio di Gerland registrò il record di sempre di affluenza (48.852 spettatori) in occasione di Olympique Lyonnais-Saint-Étienne (1-1), primato francese fino al 1991.
I successivi sette anni (1981-1987) videro avvicendarsi tre allenatori (Vlatko Kovačević, Robert Herbin e Robert Nouzaret) e vari presidenti, ma i risultati sportivi furono scadenti. Retrocesso in Division 2 a causa del diciannovesimo e penultimo posto in campionato nel 1982-1983, il Lione fu rilevato dal presidente Charles Mighirian. Dal 1985-1986 al 1987-1988 la squadra vide sfumare la promozione in massima serie agli spareggi.

## La prima era Aulas (1987-2000)

### L'era Domenech e il ritorno in Division 1 e in Europa (1988-1993)
Nel giugno 1987 l'uomo d'affari rodanese Jean-Michel Aulas rilevò il Lione con l'obiettivo di trasformarlo in uno dei club egemoni della Ligue 1, con corposi investimenti. Il suo programma, di nome OL-Europa, mirava ad una risalita in Ligue 1 e ad un approdo nelle coppe europee in non più di quattro anni.
Nel 1987-1988 la squadra si piazzò seconda nel gruppo B della seconda divisione e sfiorò la promozione in massima serie, persa ai play-off. Tre allenatori si successero sulla panchina dell'OL: Robert Nouzaret, esonerato a metà stagione, Denis Papas e l'ex calciatore del Lione Marcel Le Borgne. 

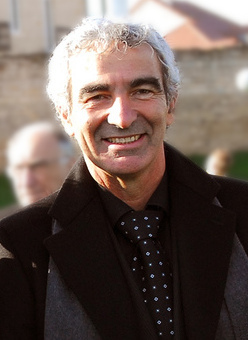
Raymond Domenech, in forza al Lione come calciatore dal 1970 al 1977 e come allenatore dal 1988 al 1993

Nel 1988 il trentaseienne Raymond Domenech, nato a Lione e calciatore della squadra negli anni settanta, divenne il nuovo tecnico della squadra. Egli si era distinto come allenatore-giocatore del club alsaziano del Mulhouse e Aulas gli affiancò come direttore sportivo Bernard Lacombe, ritiratosi dall'attività agonistica. L'ambizioso presidente diede alla coppia carta bianca sul mercato, consentendo ai due di scegliere i calciatori che ritenessero più adatti a centrare la promozione in massima serie. Arrivarono l'esperto congolese Eugène Kabongo e François Lemasson, cui si affiancarono giovani di valore come Bruno N'Gotty e Pascal Fugier. Trascinati da 21 gol di Kabongo, i lionesi ottennero la promozione in massima divisione dopo un pareggio senza reti con l'Alès, aggiudicandosi per la terza volta il campionato di Division 2.
La prima stagione in massima serie con Domenech fu conclusa con un onorevole ottavo posto, malgrado un inizio tribolato. Nel 1990-1991 il piano di Aulas si realizzò con l'approdo in Europa grazie al quinto posto. La vittoria contro il Bordeaux all'ultima giornata in uno stadio di Gerland strapieno non sancì immediatamente la qualificazione in Coppa UEFA, che fu ottenuta dopo che il Monaco vinse Coppa di Francia, liberando così un posto europeo per i lionesi.
Nel 1991-1992 il club uscì al primo turno sia in Coppa UEFA sia in Coppa di Francia e si salvò per due punti, terminando il campionato al sedicesimo posto, peggiore piazzamento sotto la gestione Aulas. Il quattordicesimo posto dell'annata seguente convinse Domenech a dimettersi per assumere le redini della nazionale Under-21 francese.

### L'era Tigana (1993-1995)

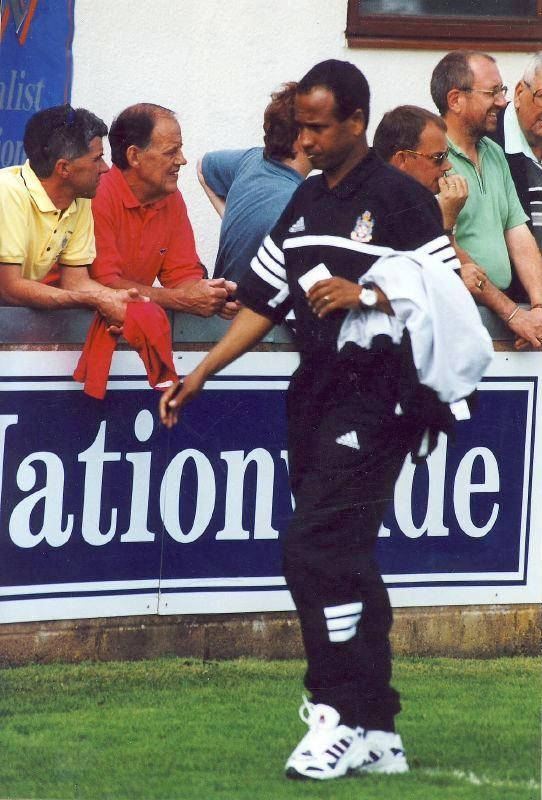
Jean Tigana, ex calciatore del Lione dal 1978 al 1981, allenò la squadra dal 1993 al 1995

Per la sostituzione di Domenech, Aulas puntò su Jean Tigana. La squadra si rinforzò con gli ingaggi di Abedi Pelé, Manuel Amoros e Pascal Olmeta, protagonisti dei cinque titoli consecutivi vinti dall'Olympique Marsiglia dal 1989 al 1993 e della vittoria della UEFA Champions League 1992-1993. Malgrado le attese, il Lione si piazzò ottavo, fallendo la qualificazione europea.
Nel 1994-1995, guidato da N'Gotty e da altri giovani quali Florian Maurice e Franck Gava, il Lione si classificò secondo, a dieci punti dal Nantes campione. Per i lionesi si trattò della seconda qualificazione alla Coppa UEFA. Nella stessa stagione il club esordì nella Coppa di Lega francese, competizione rinnovata nella formula. Qui fu eliminato agli ottavi di finale dai futuri vincitori del torneo, il PSG. Tigana abbandonò il Lione per accasarsi al Monaco e con lui lasciarono il club Bruno N'Gotty, che passò al PSG, e Manuel Amoros, che tornò all'Olympique Marsiglia. Aulas trattenne, invece, i giovani attaccanti Florian Maurice e Franck Gava.

### Da Stéphan a Lacombe (1995-2000)
Nel 1995-1996, sotto la guida di Guy Stéphan, il Lione, privo dell'infortunato Gava per tutta la stagione, dovette puntare su Maurice e sui giovani Ludovic Giuly e Cédric Bardon. Maurice segnò 18 gol, ma non bastarono ad andare oltre un undicesimo posto in campionato, in un torneo in cui dietro Maurice il secondo marcatore della squadra fu Giuly con 4 reti. Il cammino in Coppa UEFA si interruppe già al secondo turno contro il Nottingham Forest, quello in Coppa di Francia nelle prime fasi. Malgrado il brutto piazzamento in campionato, il Lione avrebbe potuto qualificarsi per la Coppa UEFA vincendo la Coppa di Lega. In finale contro il Metz perse, però, per 5-4 ai rigori.
Nell'estate 1996 arrivarono a Lione l'attaccante Alain Caveglia e il centrocampista Christophe Cocard. Stavolta Stéphan dovette rinunciare a Maurice, fermo per sei mesi a causa di un infortunio al tendine d'Achille patito alle Olimpiadi di Atlanta. Dopo una sonora sconfitta contro l'Auxerre (7-0) alla quattordicesima giornata Stéphan fu esonerato e sostituito dal direttore sportivo Bernard Lacombe. Lacombe cambiò stile di gioco e, malgrado due eliminazioni dalle coppe, riuscì a migliorare il rendimento della squadra, portandola all'ottavo posto e centrando così la qualificazione alla Coppa Intertoto. Caveglia segnò 19 gol e Giuly 16.
Il 1997-1998, seconda stagione con Lacombe in panchina, fu caratterizzato da un deludente rendimento casalingo e da un ottimo rendimento in trasferta. Il sesto posto, ottenuto superando in classifica l'Auxerre all'ultimo turno, garantì la qualificazione in Coppa UEFA. In Coppa di Francia la squadra fu semifinalista, miglior risultato nel torneo dal 1976, e vinse la Coppa Intertoto, qualificandosi così per il secondo turno della Coppa UEFA, dove i francesi furono eliminati dall'Inter, poi vincitrice del torneo (vittoria per 2-1 al Meazza e sconfitta per 2-1 a Lione).
Nel 1998-1999 il Lione visse alti e bassi. Trascinato dai nuovi acquisti Vikash Dhorasoo e Marco Grassi, iniziò alla grande il campionato, battendo per 6-1 il Tolosa e per 2-1 i campioni di Francia del Marsiglia e il Bordeaux. Il 3 febbraio 1999 l'ambiente fu funestato dalla tragedia che colpì il portiere Luc Borrelli, morto in un incidente d'auto. La sua maglia numero 16 fu poi ritirata. Malgrado il grave lutto, i calciatori riuscirono a terminare il campionato al terzo posto, qualificandosi per la Champions League per la prima volta nella storia del club. In Coppa di Francia il Lione uscì ai trentaduesimi di finale, mentre in Coppa UEFA fu eliminato ai quarti di finale dal Bologna (due sconfitte per 3-0 e 2-0).
Nell'estate 1999 il presidente Aulas ingaggiò l'attaccante Sonny Anderson dal Barcellona per 17 milioni di euro (cifra record per un club francese), Pierre Laigle e Tony Vairelles. Dopo un inizio incerto, la squadra si portò in vetta alla classifica alla quinta giornata. Continuò a condurre la classifica sino al 15 febbraio 2000, quando subì una pesante sconfitta a Nantes (6-1). Quattro giorni dopo fu eliminato dalla Coppa di Francia dal Bastia. La squadra, sospinta dai 23 gol di Anderson, concluse il torneo al terzo posto per la seconda stagione consecutiva, a nove punti dalla testa della graduatoria. In ambito europeo fu eliminata dalla Champions League dal Maribor nel terzo turno preliminare e retrocesse in Coppa UEFA, dove eliminò HJK Helsinki e Celtic prima di essere eliminata dal Werder Brema ai sedicesimi di finale.

## Il dominio in patria (2000-2008)

### L'era Santini (2000-2002)
Gli anni 2000 portarono al Lione ben 7 titoli nazionali consecutivi.
A Lacombe, che continuò a lavorare per il Lione come consigliere di Aulas, successe nel 2000 il direttore tecnico Jacques Santini, che passò a ricoprire le vesti di allenatore. Il nuovo allenatore rinforzò la difesa chiedendo l'ingaggio dei brasiliani Edmílson e Cláudio Caçapa e dello svizzero Patrick Müller. Il Lione iniziò il campionato 2000-2001 con tre pareggi consecutivi e a metà stagione si ritrovò al nono posto. In Champions League raggiunse per la prima volta nella sua storia la fase a gironi, dove, con un ruolino di 3 vittorie e 3 sconfitte, si piazzò seconda dietro al Valencia futuro finalista perdente del torneo. Nella seconda fase a gruppi ottenne 2 vittorie, 2 pareggi e 2 sconfitte e si piazzò terza a pari punti con l'Arsenal, ma svantaggiata dagli scontri diretti malgrado una differenza reti generale migliore, venendo dunque eliminata. Grazie ad una striscia di 18 partite di fila senza sconfitte il Lione finì secondo in campionato. Vinse inoltre la Coppa di Lega prevalendo per 2-1 sul Monaco con gol di Caçapa e Müller. Fu il primo trofeo vinto dal Lione dopo la Coppa di Francia 1972-1973.
Nella stagione successiva il Lione fece ancora meglio, aggiudicandosi il suo primo titolo nazionale. Rinforzata dagli arrivi del brasiliano Juninho Pernambucano - che a Lione si affermò come uno dei migliori centrocampisti e specialisti al mondo sui calci di punizione -, di Éric Carrière e dall'affermazione del giovane del vivaio Sidney Govou, la squadra, dopo la sconfitta (0-2) all'esordio in campionato contro il Lens, inanellò 6 risultati utili consecutivi (5 vittorie e un pareggio) e si portò in testa. In Champions League ebbe il medesimo rendimento dell'anno precedente (3 vittorie e 3 sconfitte), ma il terzo posto nel girone dietro il Barcellona e il Bayer Leverkusen (poi finalista perdente del torneo) non garantì il passaggio del turno. Il Lione retrocesse dunque in Coppa UEFA, dove eliminò il Club Bruges ai sedicesimi di finale e fu estromesso dal torneo dallo Slovan Liberec agli ottavi di finale. In campionato mantenne per larga parte del torneo il secondo posto, salvandosi in alcune circostanze al 90º minuto (come ad Auxerre, dove un gol di Govou diede ai lionesi la vittoria consentendo loro di rimanere agganciati al Lens). La lotta per il titolo si decise il 4 maggio 2002, in uno Stade Gerland tutto esaurito, quando gli uomini di Santini affrontarono il Lens capolista in un vero e proprio spareggio. Ai gol di Govou, Philippe Violeau rispose l'ex lionese Jacek Bąk, ma Pierre Laigle ristabilì le distanze (3-1). Per i lionesi fu il primo titolo nazionale dal 1944-1945 e l'inizio di un'epopea nazionale senza precedenti.

### L'era Le Guen (2002-2005)
Due settimane dopo la vittoria del titolo Santini annunciò che avrebbe lasciato la panchina del Lione per diventare nuovo CT della Francia. Suo successore fu Paul Le Guen, fermo da un anno dopo essersi dimesso dalla carica di allenatore del Rennes, squadra della sua città. Le Guen, noto come abile motivatore di giovani talenti, puntò sul settore giovanile, potenziando il Centre Tola Vologe, e affidò ruoli di primo piano a giovani come Hatem Ben Arfa, Demba Touré, Juninho, Péguy Luyindula, Jérémie Bréchet e Mahamadou Diarra, prelevato dal Vitesse.
Vinta la Supercoppa di Francia travolgendo per 5-1 il Lorient, nel 2002-2003 il Lione fece registrare in campionato larghe affermazioni contro Sedan e Bastia, ma crollò sino al 10º posto a causa degli impegni in Champions League, dove la squadra si piazzò nuovamente terza nel girone di prima fase, retrocedendo in Coppa UEFA, dove fu eliminato dal Denizlispor. Le cose non andarono meglio in Coppa di Francia, così la squadra si concentrò sul campionato, iniziando un recupero di posizioni che la condusse in vetta a sei giornate dal termine. Malgrado la concorrenza di agguerrite rivali come Monaco e Marsiglia, il Lione ottenne cinque 5 risultati utili di fila e vinse la Ligue 1 con una giornata di anticipo, rendendo ininfluente la sconfitta all'ultima giornata contro il Guingamp (1-4). I festeggiamenti per il secondo titolo di fila furono funestati dalla morte di Marc-Vivien Foé, centrocampista del Lione che morì per un attacco di cuore durante il match di Confederations Cup tra Camerun e Colombia del 26 giugno 2003, disputata proprio allo Stade de Gerland. La maglia numero 17 di Foé fu ritirata dal club per omaggiare la sua memoria.
Nel 2003-2004 il Lione di Le Guen, che in estate aveva rivinto la Supercoppa di Francia battendo l'Auxerre per 2-1, vinse il suo terzo titolo nazionale consecutivo con 3 punti di vantaggio sulla seconda classificata, grazie anche agli apporti dei nuovi acquisti Florent Malouda, Michael Essien ed Anthony Réveillère. Il club, che aveva anche ingaggiato il veterano brasiliano Giovane Élber e promosso in prima squadra il giovane terzino sinistro Jérémy Berthod, non raggiunse la vetta della classifica prima del 20 marzo 2004, con un successo per 1-0 contro il Nantes. In Coppa di Lega fu eliminato dal Lens ai rigori. Nella Champions League, rinnovata nel format, la squadra lionese vinse il proprio raggruppamento superando il Bayern Monaco e agli ottavi di finale ebbe la meglio sulla Real Sociedad. Ai quarti di finale si arrese al Porto, poi campione.
Più agevole fu la vittoria del campionato 2004-2005, vinto con ben 12 punti di vantaggio sulla seconda. Le Guen trattenne tutte le stelle della squadra e puntellò l'organico con gli arrivi di Éric Abidal, Sylvain Wiltord e del difensore brasiliano Cris e dell'attaccante brasiliano Nilmar. La stagione cominciò bene, con la vittoria della Supercoppa di Francia contro il Paris Saint-Germain per 7-6 ai rigori (1-1 dopo i tempi supplementari), e proseguì ancora meglio, con la squadra che già ad ottobre era in cima alla classifica, con un ottimo margine sulle avversarie. Alla fine fu festa per i lionesi, che nei tre anni precedenti non avevano mai vinto il titolo con più di tre punti di margine. L'avventura in Champions League ricalcò quella dell'annata precedente: il Lione vinse il proprio girone perdendo solo contro il Manchester United e precedendo gli inglesi in classifica, poi eliminò il Werder Brema (3-0 in Germania e addirittura 7-2 a Lione) agli ottavi di finale, ma ai quarti di finale perse ai rigori contro il PSV (1-1 sia all'andata che al ritorno) in un match dall'arbitraggio controverso. Il 9 maggio 2005, il giorno dopo la vittoria del quarto titolo francese consecutivo, Le Guen annunciò che si sarebbe dimesso alla fine della stagione, malgrado gli fosse stato offerto un prolungamento triennale del contratto. Michael Essien divenne il primo calciatore del Lione a venire eletto Calciatore dell'anno della Ligue 1.

### L'era Houiller (2005-2007)
Il 29 maggio 2005 Jean-Michel Aulas annunciò il nome del successore sulla panchina del club, Gérard Houllier, ex tecnico del Liverpool, che sottoscrisse un contratto triennale, tornando così in Francia dopo 17 anni.
Il Lione cambiò l'attacco, affidandolo ai nuovi acquisti Fred, brasiliano, e John Carew, norvegese. A centrocampo prese Benoît Pedretti e il portoghese Tiago per colmare il vuoto lasciato dalla partenza di Essien. Il reparto offensivo era di sicuro valore con Karim Benzema, che si affacciava dalle giovanili, Hatem Ben Arfa e Jérémy Clément. La fascia di capitano passò a Juninho Pernambucano.
Nella stagione 2005-2006 il Lione iniziò il campionato con 15 risultati utili consecutivi, tra cui la partita valida per l'assegnazione della Supercoppa di Francia (4-1 contro l'Auxerre), e vari match di Champions League, tra cui un 3-0 nel primo incontro della fase a gruppi, contro il Real Madrid allo Stade Gerland. In Ligue 1 ottenne in tre diverse occasioni ben 7 risultati utili consecutivi, portandosi in testa già il 28 agosto 2005 e non lasciandola mai più. Concluse il campionato a quota 84 punti, con ben 15 punti di vantaggio sulla seconda in classifica e con un roboante 8-1 all'ultima giornata contro il Le Mans caratterizzato dalla tripletta di Fred. La vittoria, la più larga della stagione, non fu decisiva, dato che la squadra di Houiller aveva già messo in bacheca il quinto titolo nazionale consecutivo vincendo alla 35ª giornata. Juninho fu eletto Calciatore dell'anno della Ligue 1. In Champions League la compagine di Houiller approdò ai quarti di finale dopo aver battuto negli ottavi di finale il PSV sia in casa che in trasferta. Nel doppio confronto con il Milan la squadra fu poi eliminata: dopo lo 0-0 in casa, il 4 aprile 2006 a San Siro il punteggio era fermo sull'1-1 (gol lionese di Mahamadou Diarra) fino all'88º minuto di gioco, quando Filippo Inzaghi segnò il gol della qualificazione per i rossoneri, cui seguì la rete di Ševčenko nel finale.

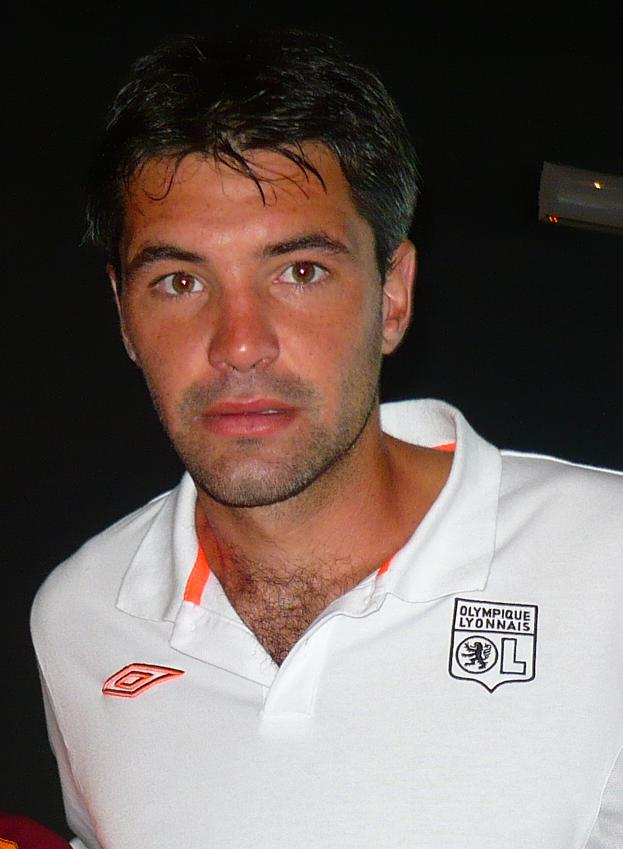
Jérémy Toulalan, colonna del Lione dal 2006 al 2011

Nell'estate del 2006 il Lione cedette Mahamadou Diarra al Real Madrid per 25 milioni di euro e Jérémy Clément in Scozia, mentre arrivarono Kim Källström dal Rennes, Jérémy Toulalan dal Nantes e Alou Diarra dal Lens. Nella sessione invernale del calciomercato sarebbe arrivato Milan Baroš dall'Aston Villa (in uno scambio con John Carew). Nella stagione 2006-2007 il club lionese si aggiudicò dapprima la Supercoppa di Francia, la quinta consecutiva, superando ai rigori il PSG (1-1 dopo 120 minuti e 5-4 dal dischetto). Poi, malgrado un rallentamento nella seconda parte di stagione, vinse ancora il campionato francese, con 81 punti (alla pausa natalizia era già in testa con 50 punti) e addirittura 17 di vantaggio sulla seconda. In Coppa di Francia fu eliminato ai quarti di finale e in Coppa di Lega fu sconfitto in finale dal Bordeaux (1-0), mentre in Champions League, dopo aver concluso la fase a gironi da imbattuta per la seconda annata consecutiva, fu eliminato agli ottavi di finale dalla Roma, con cui perse per 2-0 in casa dopo lo 0-0 dell'andata all'Olimpico. Malouda fu eletto Calciatore dell'anno della Ligue 1.
Il presidente Aulas si dimostrò insoddisfatto di Houllier a causa di questi insuccessi in Europa. Il tecnico del contratto non fu rinnovato e il 25 maggio 2007 fu ufficializzata la sua separazione dal Lione.

### Il treble nazionale con Perrin (2007-2008)
A Houiller subentrò Alain Perrin, fresco vincitore della Coppa di Francia con il Sochaux.
Durante la sessione estiva del calciomercato del 2007 furono ceduti giocatori del calibro di Abidal, Caçapa, Malouda e Tiago, fondamentali per la squadra. I primi due furono sostituiti rispettivamente dall'italiano Fabio Grosso dell'Inter e dall'esterno di centrocampo ivoriano Abdul Kader Keïta, acquistato dal Lilla per una cifra record per il Lione, insieme con il compagno di squadra e di centrocampo Mathieu Bodmer. Arrivarono anche César Delgado e, nel gennaio 2008, Jean-Alain Boumsong.
L'inizio della stagione, cominciata con la sesta vittoria di fila in Supercoppa di Francia (2-1 all'ex squadra di Perrin, il Sochaux), vide l'affermazione del prodotto del vivaio della squadra Benzema, autore di 11 reti nelle prime 11 gare del campionato, e del coetaneo Ben Arfa, i quali diventano la coppia d'attacco titolare. Perrin puntò subito su un 4-3-3 anziché sul classico 4-3-1-2 adottato dai precedenti tecnici del Lione e, oltre a spostare Benzema al centro dell'attacco, schierò Ben Arfa sul lato sinistro del fronte offensivo, per fronteggiare la partenza di Malouda. La stagione del Lione in campionato fu più difficile delle precedenti, anche a causa degli infortuni del portiere Grégory Coupet e del difensore Cris, due pedine importanti per Perrin. L'avvio fu stentato (due sconfitte nelle prime tre partite), ma poi seguirono 10 risultati utili consecutivi (con 9 gol di Benzema), che condussero la squadra in testa alla Ligue 1. Ciononostante l'ambiente fu minato da malcontento, come quello di Fred, e da dissidi tra i giocatori, come quello tra Ben Arfa e Sébastien Squillaci, venuti alle mani durante un allenamento. Il distacco tra il Lione e le rivali si ridusse sensibilmente in primavera e il titolo si decise all'ultima giornata, con il Lione vittorioso in casa dell'Auxerre (3-1) e campione con 4 punti di vantaggio sulla seconda, il Bordeaux, già battuto dal Lione allo Stade de Gerland (4-2) e in casa sua (3-1). La squadra segnò ben 74 reti (record per il club) e Benzema fu capocannoniere del campionato con 20 gol e divenne il quarto giocatore del Lione consecutivo a vincere il premio di Calciatore dell'anno della Ligue 1.
Oltre al titolo nazionale, il settimo di fila, il Lione mise in bacheca anche la Coppa di Francia, battendo in finale (1-0, rete di Govou) il PSG dopo i tempi supplementari e centrando così il double (in realtà anche il treble, vista la vittoria in Supercoppa) nazionale per la prima volta nella sua storia.
In Champions League i lionesi patirono pesanti sconfitte (3-0) al Camp Nou contro Barcellona e in casa contro i Rangers, ma riuscirono a qualificarsi per gli ottavi di finale grazie a due vittorie contro lo Stoccarda (2-0 in Germania e 4-2 in Francia), al pareggio (2-2) in casa contro il Barcellona e alla vittoria esterna (3-0) ad Ibrox contro i Rangers nell'ultimo match della fase a gironi. L'eliminazione giunse, come l'anno precedente, agli ottavi di finale, questa volta per mano del Manchester United poi campione (1-1 allo Stadio di Gerland e 1-0 per gli inglesi all'Old Trafford).
Nel giugno 2008, dopo la storica vittoria dell'accoppiata campionato-Coppa di Francia, Perrin fu esonerato dall'incarico.

## Ai vertici ma senza titoli (2008-2014)

### L'era Puel (2008-2011)

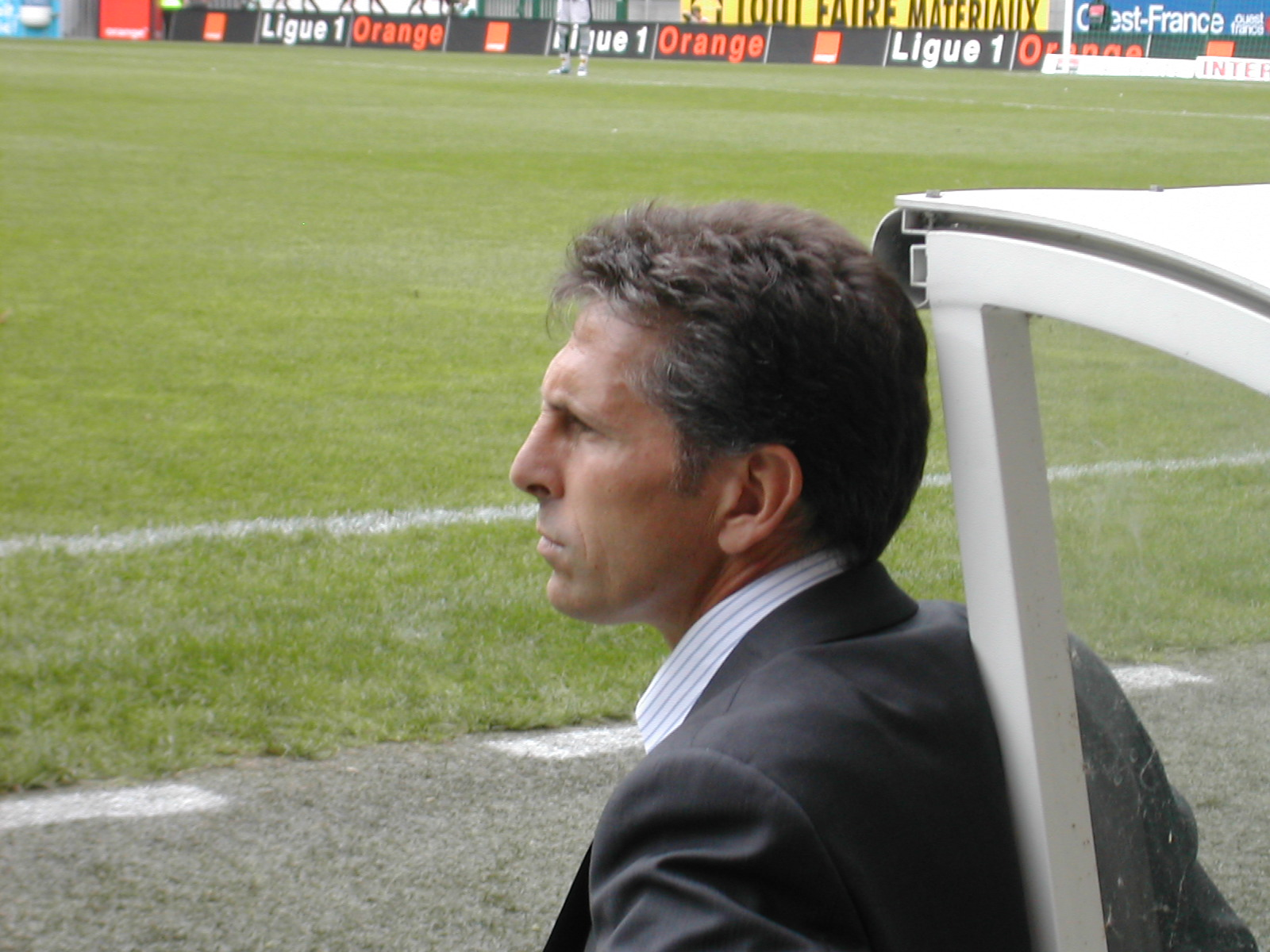
Claude Puel, alla guida del Lione dal 2008 al 2011, non conseguì alcun trofeo, ma guidò i suoi ad una storica semifinale di UEFA Champions League nel 2009-2010

Al posto di Perrin, Aulas ingaggiò Claude Puel. Il nuovo corso partì anche dalla cessione di Ben Arfa al Marsiglia e con gli acquisti, fra gli altri, del portiere Hugo Lloris dal Nizza, di Jean Makoun dal Lilla, Miralem Pjanić dal Metz, John Mensah dal Rennes e Frédéric Piquionne dal Monaco. D'altro canto lasciarono il club i veterani Sébastien Squillaci, Grégory Coupet e Patrick Müller.
Persa contro il Bordeaux la Supercoppa di Francia per la prima volta dopo sei successi consecutivi, il Lione di Puel cominciò la stagione con sette risultati utili consecutivi, prima di una rovinosa sconfitta esterna contro il Rennes. Seguirono altri sei partite di fila senza sconfitte, una sconfitta contro il PSG, un pareggio e un'altra sconfitta contro il Nantes. I nove risultati utili consecutivi che vennero dopo consentirono al Lione di mantenere la testa della classifica, difendendosi dagli assalti di Bordeaux e Marsiglia. Anche se riuscì a mantenere la testa della Ligue 1 per una lunga parte della stagione, il Lione accusò un rallentamento a marzo (sconfitte contro Lilla e Auxerre) e, dopo il pareggio per 1-1 contro il Monaco alla 31ª giornata, l'11 aprile 2009 scese dapprima al secondo posto in classifica e poi al terzo dopo la sconfitta (1-0) contro i futuri campioni del Bordeaux. La clamorosa sconfitta contro il Valenciennes estromise di fatto il Lione dalla corsa per il titolo. Nonostante quattro risultati utili nelle ultime quattro partite di campionato, il Lione si classificò terzo, dietro a Bordeaux e Marsiglia. Terminò quindi così l'egemonia dell'OL: per la prima volta in sette anni i lionesi non vinsero il campionato, per la prima volta dal 1999-2000 scesero sotto il secondo posto e, più in generale, dopo otto stagioni non riuscirono a vincere un trofeo nazionale. In Coupe de la Ligue la squadra fu eliminata subito dal Metz (3-1), compagine di Ligue 2. In Coppa di Francia eliminò il Marsiglia nei sedicesimi di finale e fu eliminata dal Lilla. In Champions League la squadra iniziò con due pareggi contro Fiorentina (2-2 in casa) e Bayern Monaco (1-1 all'Allianz Arena), poi ottenne tre vittorie di fila contro Steaua (5-3 a Bucarest e 2-0 in casa) e Fiorentina (2-1 al Franchi). Perse l'ultimo match interno contro il Bayern (3-2), ma si qualificò per gli ottavi di finale, dove fu eliminata dai futuri campioni del Barcellona (1-1 in casa e 5-2 al Camp Nou).
La campagna acquisti dell'estate 2009 previde gli ingaggi di Lisandro López, Aly Cissokho, Michel Bastos e Bafétimbi Gomis. Lasciarono il club Juninho Pernambucano e Karim Benzema, ceduto per 35 milioni di euro al Real Madrid. La stagione 2009-2010 si chiuse con il secondo posto in campionato (72 punti in classifica, sei in meno rispetto al Marsiglia), ma con uno storico traguardo in Champions League, la semifinale. Il cammino in Champions partì bene, con la vittoria interna contro la Fiorentina e i successi esterni contro il Debrecen e contro il Liverpool (secondo club francese, dopo l'Olympique Marsiglia nel 2007, a espugnare Anfield), seguiti dal pareggio interno contro il Liverpool e dalla sconfitta subita in casa dei viola. Il successo all'ultimo turno contro il Debrecen assicurò ai lionesi il secondo posto nel girone dietro la Fiorentina e la qualificazione agli ottavi di finale. Qui il Lione eliminò ancora il Real Madrid (1-0 in casa e 1-1 al Bernabéu), mentre ai quarti di finale estromise dalla competizione una rivale di campionato, il Bordeaux (vittoria per 3-1 in casa e sconfitta indolore per 0-1 nella città girondina). In semifinale i lionesi si arresero al Bayern Monaco (vittorioso per 1-0 in casa e per 3-0 in trasferta). In Coppa di Lega il Lione fu eliminato dal Lorient ai quarti di finale (1-0) e in Coppa di Francia ai sedicesimi di finale dal Monaco (2-1).
Gli acquisti principali dell'estate 2010 furono Jimmy Briand, arrivato a costo zero dal Rennes, e Yoann Gourcuff, prelevato dal Bordeaux per 22 milioni di euro. La sconfitta casalinga nel derby contro il Saint-Étienne, la prima in casa nel derby dal 1994, fu tra i risultati negativi del campionato 2010-2011 del Lione, che dopo sette giornate si ritrovò addirittura al 18º posto in classifica, a undici punti dal primo posto. Puel, forte dell'appoggio dei tifosi, restò in carica. A dicembre il Lione aveva già recuperato molti punti ed era terzo, posizione che fu confermata, non senza difficoltà, alla fine del torneo. Per la prima volta da quando la Ligue 1 era a 20 squadre (quindi dal 2002-2003) il Lione concluse il campionato con meno di 65 punti (64) e Puel fu oggetto di dure contestazioni dei tifosi, che nella primavera nel 2011 durante alcuni match del Lione esposero polemici striscioni contro di lui, invocando nel contempo il nome di Houiller. Il cammino del Lione in Champions League si concluse agli ottavi di finale contro il Real Madrid (1-1 allo Stade de Gerland e 3-0 al Bernabéu), nella terza sfida a eliminazione diretta con i blancos in tre stagioni consecutive. Si concluse ai sedicesimi di finale contro il Nizza (1-0) il percorso in Coppa di Lega e agli ottavi di finale contro il PSG (2-1 dopo i tempi supplementari) il percorso in Coppa di Francia.

### L'era Garde (2011-2014)

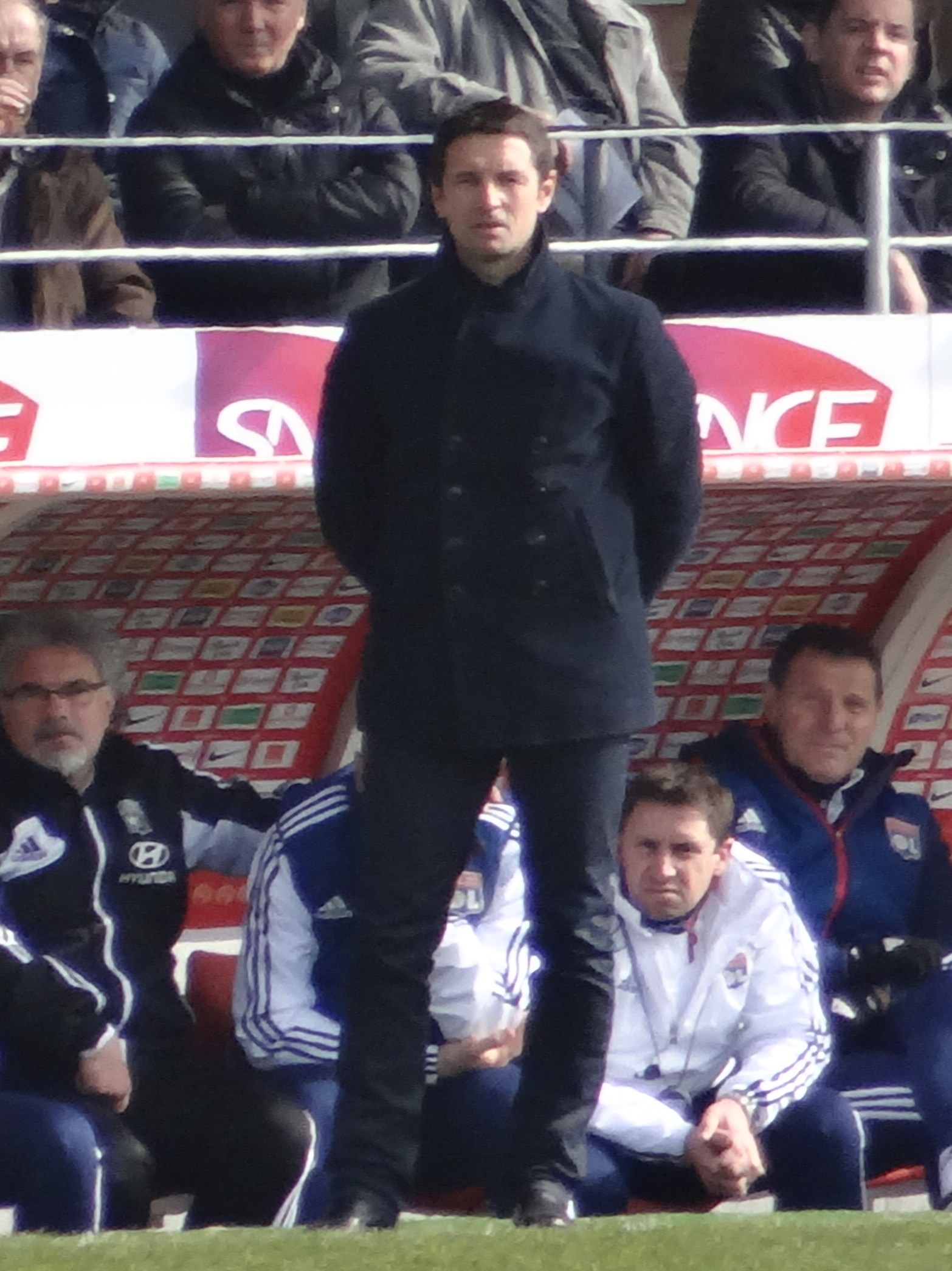
Rémi Garde allenò il Lione dal 2011 al 2014

Dopo tre stagioni senza trofei la dirigenza decise di puntare su un nuovo tecnico, individuato in Rémi Garde, e avviò una rifondazione dell'organico. In squadra ci fu spazio per alcuni giovani promettenti come Jérémy Pied, Clément Grenier, Ishak Belfodil e Alexandre Lacazette, che si unirono ai nuovi acquisti Bakary Koné, Mouhamadou Dabo e Gueïda Fofana. Partirono, invece, Delgado, Toulalan e Pjanić.
La stagione 2011-2012 vide il Lione partecipare per la dodicesima volta consecutiva alla Champions League. Eliminato il Rubin nel terzo turno preliminare, il Lione approdò alla fase a gironi e disputò anche la centesima partita in Champions (2-0 contro la Dinamo Zagabria), record per un club francese. Per la nona volta di fila i lionesi si qualificarono per gli ottavi di finale, grazie ad un 7-1 inflitto alla Dinamo Zagabria, risultato che consentì di colmare il -7 nella differenza reti rispetto ai rivali dell'Ajax (contemporaneamente battuto per 3-0 dal Real Madrid già qualificato). Agli ottavi il Lione fu eliminato a Nicosia dai ciprioti dell'Apoel ai rigori (1-0, 0-1 nelle due sfide). In Coupe de la Ligue il Lione si qualificò per la finale dello Stade de France, dove fu battuto per 1-0 dal Marsiglia. Il 28 aprile 2012 vinse la finale di Coppa di Francia battendo il Quevilly per 1-0 e conquistando la sua quinta coppa nazionale. Grazie a questo successo il Lione si qualificò per l'Europa League 2012-2013, dove sarebbe partita direttamente dalla fase a gironi. In campionato, invece, la squadra si piazzò quarta, mancando la qualificazione in Champions League dopo 11 anni.
La stagione successiva iniziò, nell'estate 2012, con la vittoria della Supercoppa di Francia contro il Montpellier, ma il Lione, complice la crisi finanziaria del club, perse pedine importanti come Cissokho (ceduto al Valencia per 8,5 milioni), il portiere Lloris (ceduto al Tottenham per 10 milioni), Cris e Källström, allo scopo di abbassare il tetto salariale. In loro sostituzione arrivarono calciatori prelevati a costo zero (Steed Malbranque, Milan Biševac, Arnold Mvuemba, Fabián Monzón) e giovani del vivaio come Alexandre Lacazette, Maxime Gonalons, Clément Grenier e Samuel Umtiti. Il Lione giunse terzo in campionato dietro PSG e Marsiglia (quattordicesimo piazzamento nei primi tre posti in quindici stagioni), qualificandosi così al terzo turno preliminare della Champions League. In Coppa di Francia fu clamorosamente eliminato ai trentaduesimi di finale dall'Épinal, club di terza divisione, per 4-2 ai tiri di rigore (3-3 dopo i supplementari). In ambito europeo vise il proprio girone di Europa League con 5 vittorie e un pareggio in 6 partite e ai sedicesimi di finale fu eliminato dal Tottenham (2-1 a White Hart Lane e 1-1 allo Stade de Gerland, con gol decisivo subito al 90º minuto da Dembélé quando la qualificazione sembrava ormai centrata grazie alla regola dei gol fuori casa).

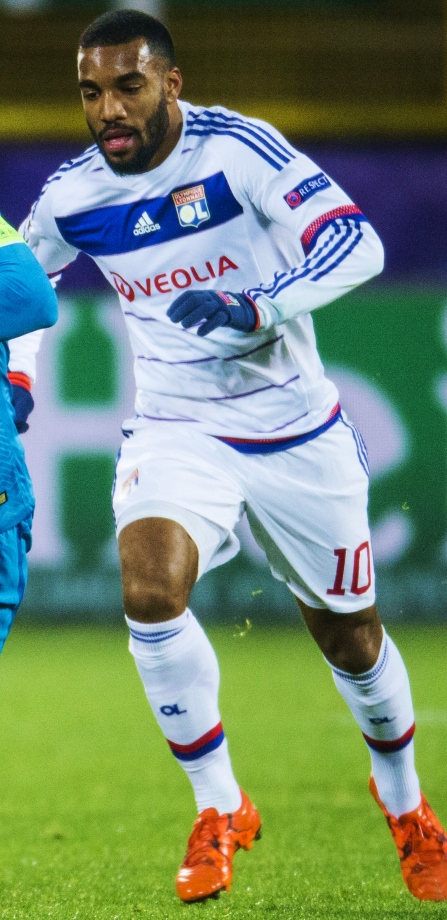
Alexandre Lacazette, prodotto del vivaio del Lione, ha vinto il titolo di capocannoniere della Ligue 1 2014-2015 con 27 gol

Nel campionato 2013-2014 il rendimento del Lione fu altalenante. All'inizio del 2014 la squadra subì l'eliminazione agli ottavi di finale della Coppa di Francia contro il Lens (2-1 dopo i tempi supplementari) e conobbe una serie negativa in Ligue 1, ma in seguito si riprese, terminando quinta. Raggiunse la finale della Coppa di Lega, dove fu sconfitta dal PSG per 2-1. Nei terzo turno preliminare di Champions League l'OL se la vide con il Grasshoppers, che eliminò con un doppio 1-0, e nel play-off con la Real Sociedad. Gli spagnoli vinsero sia la partita d'andata allo Stade de Gerland (2-0), sia il ritorno all'Anoeta (2-0). Il Lione fu quindi retrocesso in Europa League, dove vinse il proprio raggruppamento con 3 vittorie e 3 pareggi in 6 partite e superò Čornomorec' (0-0 a Odessa e 1-0 a Lione) ai sedicesimi di finale e Viktoria Plzeň (vittoria per 4-1 a Lione e sconfitta per 2-1 a Plzeň) agli ottavi. Ai quarti di finale fu eliminato dalla Juventus, che vinse per 1-0 a Lione e per 2-1 allo Juventus Stadium.

## La rinascita e glienfants du pays(2014-oggi)

### L'esordio di Fournier (2014-2015)
L'era Garde si concluse il 23 maggio 2014, quando al suo posto fu chiamato Hubert Fournier.
Il campionato 2014-2015 segnò il ritorno al vertice dell'OL. La squadra cambiò la sua filosofia, affidandosi ai promettenti giovani del settore giovanile denominati Les enfants du pays (poiché tutti residenti o nati a Lione): ai già citati Lacazette, Grenier, Umtiti e al capitano Gonalons si aggiunsero Nabil Fekir, Rachid Ghezzal, Clinton N'Jie, Corentin Tolisso, Jordan Ferri e Anthony Lopes. Lasciarono la squadra lionese Bafétimbi Gomis, Miguel Lopes, Jimmy Briand e Rémy Vercoutre, mentre arrivò Christophe Jallet dal PSG.
Sotto la guida del nuovo tecnico Fournier la squadra visse un inizio di stagione difficile e fu eliminata dall'Europa League nel turno preliminare dall'Astra Giurgiu, eliminazione che mise fine a una striscia di 17 partecipazioni consecutive del Lione in una coppa europea. Fu estromessa subito anche dalla Coppa di Francia (sconfitta per 3-2 in casa del Nantes ai sedicesimi di finale) e in Coppa di Lega (contro il Monaco dopo i tiri di rigore agli ottavi di finale). In campionato, però, il Lione ottenne ottimi risultati, mantenendosi in testa alla classifica per lunga parte del girone di ritorno. Alla terzultima giornata, perdendo per 3-0 a Caen, la squadra perse però ogni speranza di vincere il titolo e concluse poi al secondo posto, a 8 punti dal PSG, con Lacazette capocannoniere del torneo.

### Da Fournier a Génésio (2015-2019)
In vista della nuova stagione lasciarono il club Farès Bahlouli, Clinton N'Jie, Mohamed Yattara e Yoann Gourcuff, svincolato. Arrivarono Jérémy Morel, Rafael, Yanga-Mbiwa, Mathieu Valbuena e Claudio Beauvue.
Complice il precoce infortunio di Fekir (rimasto in infermeria per sei mesi) e il doppio impegno campionato-Champions, l'inizio stagione del Lione fu negativo, con la sconfitta in Supercoppa di Francia a vantaggio del Paris SG, l'eliminazione ad entrambe le coppe nazionali, l'ultimo posto nel girone di UEFA Champions League e il nono posto nel girone di andata in Ligue 1. Questa serie di insuccessi, unita all'ottenimento di un solo punto in sei partite di campionato, ebbe come conseguenza l'esonero di Fournier a fine dicembre. Al suo posto venne nominato il vice-allenatore Bruno Génésio per trainare la squadra fino al termine della stagione. Il 9 gennaio 2016 l'OL inaugurò il suo nuovo stadio, il Parc OL, in occasione di una vittoria per 4-1 contro il Troyes alla ventesima giornata di campionato. Ciononostante l'inaspettata rimonta in Ligue 1 dei Gones (che riuscirono a chiudere la stagione al secondo posto), abbinata ad una netta vittoria sul Monaco alla penultima giornata, permisero al neo-allenatore di essere confermato in panchina anche per la successiva stagione.
L'estate del 2016 vide gli addii di alcuni protagonisti delle stagioni passate, quali Henri Bedimo (passato a parametro zero al Marsiglia), Bakary Koné (direzione Malaga), Samuel Umtiti (ceduto a caro prezzo al Barcellona) e Gueïda Fofana (ritiratosi dal calcio giocato nonostante la giovane età a causa di un grave infortunio subito nelle stagioni passate). Al loro posto furono acquistati il difensore argentino Emanuel Mammana dal River Plate, lo svincolato Nicolas N'Koulou dal Marsiglia e il nazionale polacco Maciej Rybus dal Terek Groznyj.
Anche la stagione 2016-2017, per via del doppio impegno campionato-Champions, si presentò complicata. Il Lione concluse il girone di UEFA Champions League al terzo posto, ottenendo l'accesso alla fase finale di Europa League. Eliminò AZ Alkmaar, Roma e Beşiktaş, accedendo per la prima volta alle semifinali del torneo, da cui fu estromesso dall'Ajax (4-1 per gli olandesi all'Amsterdam Arena e 3-1 per i francesi al Parc Olympique Lyonnais). In campionato perse troppi punti, allontanandosi dalla lotta per il titolo e per l'accesso ai preliminari di UEFA Champions League, e concluse quarto.
L'estate del 2017 vide le partenze di tre pedine-chiave quali Alexandre Lacazette, Corentin Tolisso e del capitano Maxime Gonalons, oltre a quelle di Emanuel Mammana, Maciej Rybus e Mathieu Valbuena. Sul fronte degli arrivi furono ingaggiati, tra gli altri, Bertrand Traoré, Pape Cheikh Diop, Ferland Mendy, Marcelo e Mariano Díaz. La squadra riuscì a sopravanzare di un punto il Marsiglia, finendo terza e qualificandosi così alla fase a gironi di UEFA Champions League. In Coppa di Francia fu il Caen a eliminare il Lione ai quarti di finale, mentre in coppa di lega fu il Montpellier a eliminare i lionesi agli ottavi. In Europa League il cammino si fermò agli ottavi di finale contro il CSKA Mosca. 
Nella stagione seguente i francesi si qualificarono per la fase a gironi di UEFA Champions League, che chiusero da imbattuti al secondo posto con 8 punti, frutto di una sola vittoria (1-2 in casa del Manchester City) e di 5 pareggi consecutivi, qualificandosi così per gli ottavi di finale. In questo turno, malgrado il pari (0-0) all'andata in casa, il Lione fu eliminato dal Barcellona, che nella sfida di ritorno si impose al Camp Nou con il punteggio di 5-1. In campionato il Lione tenne un rendimento altalenante, ottenendo punti con le prime della classifica, ma perdendoli con squadre di media-bassa graduatoria. Dopo un inizio incerto, con due sconfitte nelle prime quattro giornate, la squadra risalì comunque la china fino a chiudere il girone di andata in terza posizione, piazzamento confermato alla fine del campionato, con conseguente qualificazione alla fase a gironi di UEFA Champions League.

### Dalla semifinale di Champions ai problemi finanziari (2019-oggi)
Per la stagione 2019-2020 il presidente Aulas ingaggia Juninho Pernambucano nel ruolo di direttore sportivo e Sylvinho come allenatore al posto di Génésio, che aveva annunciato le proprie dimissioni già ad aprile. Le tre cessioni importanti di Tanguy Ndombele (al Tottenham per 60 milioni di euro), Ferland Mendy (al Real Madrid per 48 milioni di euro) e Nabil Fekir (al Betis per 19,75 milioni di euro) consentono al duo di ex calciatori del Lione di disporre di sufficiente liquidità per rinforzare l'organico con gli arrivi di Thiago Mendes, Jeff Reine-Adélaïde, Joachim Andersen, Youssouf Koné, del portiere Ciprian Tătărușanu e di Jean Lucas Oliveira. Dopo un debutto promettente (3-0 contro il Monaco e 6-0 contro l'Angers), in campionato la compagine lionese inanella una serie di risultati deludenti (3 pareggi e 4 sconfitte). La sconfitta nel derby contro il Saint-Étienne è fatale al tecnico Sylvinho, esonerato con un bilancio di 9 punti in altrettante partite e sostituito ad interim da Gérald Baticle, prima della nomina, il 14 ottobre, di Rudi Garcia. Il Lione chiude al settimo posto un campionato interrotto a marzo e sospeso definitivamente dalla LFP a causa della pandemia di COVID-19. In Coppa di Lega raggiunge la finale, dove viene sconfitto ai tiri di rigore dal PSG, mentre in UEFA Champions League approda nuovamente alle semifinali dopo dieci anni, per poi venire eliminato dal Bayern Monaco (poi vincitore del trofeo), dopo aver eliminato Manchester City e Juventus.
La stagione 2020-2021 vede il Lione tornare ai vertici della Ligue 1 e lottare anche per la conquista del titolo nazionale, ma chiudere al quarto posto, a due punti dal terzo occupato dal Monaco. Segue l'ottavo posto del 2021-2022 con il tecnico Peter Bosz, sostituito da Laurent Blanc, che nel 2022-2023 chiude al settimo posto la Ligue 1 e in semifinale la Coppa di Francia. Nel corso dell'annata seguente Blanc lascia il posto a Fabio Grosso con la squadra in lotta per non retrocedere. L'ex allenatore del Frosinone non riesce a riscattare la disperata situazione e viene esonerato anche lui. La scelta ricade poi su Pierre Sage, che dà invece una svolta chiave alla stagione del Lione, portandolo dai bassifondi della classifica fino al sesto posto finale, che vale l'Europa League, e alla finale di Coppa di Francia contro il PSG dopo aver eliminato il Valenciennes in semifinale.
Nella stagione 2024-2025 il club raggiunge i quarti di finale di Europa League e termina il campionato al sesto posto, ma a fine stagione viene retrocesso in Ligue 2 dalla Direction nationale du contrôle de gestion (DNCG) a causa di irregolarità finanziarie, salvo poi vincere il ricorso in appello e rimanere in Ligue 1.